# Seagull (Kayak)
Seagull was de achttiende single van de symfonische rockgroep Kayak.
De single over een verloren liefde kwam van de elpee Merlin en was de eerste track van kant 2; de kant met de “losse nummers”. Seagull kreeg als B-kant The sword in the stone mee, dat deel uitmaakte van de suite Merlin van kant 1. Het was (gegevens 2010) de laatste single van Kayak die de Nederlandse Top 40 of de bijbehorende tipparade haalde. Er volgde nog een tweetal singles en toen lag de band uit elkaar. Pas in 1999 kwam de band terug; singles waren toen al uit de mode.

## Hitnotering
| "Seagull" in de Nederlandse Top 40 - binnen 04-04-1981 | "Seagull" in de Nederlandse Top 40 - binnen 04-04-1981 | "Seagull" in de Nederlandse Top 40 - binnen 04-04-1981 | "Seagull" in de Nederlandse Top 40 - binnen 04-04-1981 | "Seagull" in de Nederlandse Top 40 - binnen 04-04-1981 | "Seagull" in de Nederlandse Top 40 - binnen 04-04-1981 | "Seagull" in de Nederlandse Top 40 - binnen 04-04-1981 |
| Week                                                   | 1                                                      | 2                                                      | 3                                                      | 4                                                      | 5                                                      |                                                        |
| ------------------------------------------------------ | ------------------------------------------------------ | ------------------------------------------------------ | ------------------------------------------------------ | ------------------------------------------------------ | ------------------------------------------------------ | ------------------------------------------------------ |
| Nummer                                                 | 37                                                     | 34                                                     | 34                                                     | 33                                                     | 40                                                     | uit                                                    |

| "Seagull" in de Nederlandse Single Top 100 - binnen: 11-04-1981 | "Seagull" in de Nederlandse Single Top 100 - binnen: 11-04-1981 | "Seagull" in de Nederlandse Single Top 100 - binnen: 11-04-1981 | "Seagull" in de Nederlandse Single Top 100 - binnen: 11-04-1981 | "Seagull" in de Nederlandse Single Top 100 - binnen: 11-04-1981 | "Seagull" in de Nederlandse Single Top 100 - binnen: 11-04-1981 |
| Week                                                            | 1                                                               | 2                                                               | 3                                                               | 4                                                               |                                                                 |
| --------------------------------------------------------------- | --------------------------------------------------------------- | --------------------------------------------------------------- | --------------------------------------------------------------- | --------------------------------------------------------------- | --------------------------------------------------------------- |
| Nummer                                                          | 44                                                              | 36                                                              | 33                                                              | 50                                                              | uit                                                             |